# Uduba hainteny
Uduba hainteny is een spinnensoort uit de familie Udubidae. De soort komt voor in Madagaskar.